# Calico M950
Calico M950 – pistolet samopowtarzalny produkowany przez amerykańską firmę Calico Light Weapons Systems. Jego charakterystyczną cechą, podobnie jak wszystkich innych pistoletów systemu Calico, jest to, że zasilany jest z opatentowanego magazynka śrubowego zamontowanego na górze broni, dostępnego w dwóch wersjach: o pojemności 50 lub 100 naboi. Fabryczne przyrządy celownicze umożliwiają celne strzelanie na odległość do ok. 60 metrów, ale umiarkowanie skuteczny ostrzał można prowadzić na dystansie ok. 100 m.
M950 może być skonfigurowany jako karabinek (fabrycznie jest wyposażony w miejsce na przymocowanie chwytu przedniego). Broń strzela nabojami 9 x 19 mm. Firma produkuje także model Calico M-1 na nabój .22LR, który jest z zewnątrz podobny do M950, ale nie ma z nim żadnych wspólnych części. Ze względu na futurystyczny wygląd broni, pojawiła się ona w wielu filmach i grach komputerowych.